# Christian Friedrich Schale
Christian Friedrich Schale, né le 10 mars 1713 à Brandebourg, mort le 2 mars 1800 à Berlin, est un organiste, violoncelliste et compositeur allemand.

## Biographie
Élève de l’organiste Christian Rolle (de), il étudie aussi le droit à l’Université de Halle vers 1732. En 1735, il fait partie de l’orchestre du prince Henri de Prusse. Comme violoncelliste et compositeur, il se joint à la Chapelle Royale de Frédéric le Grand à Berlin en 1741. 
D’abord assistant de J. Philipp Sack (de) à l’orgue de la cathédrale de Berlin, il devient titulaire à la mort de ce dernier en 1763.
Il devient membre de la Musikübende Gesellschaft, société de concerts fondée par Sack en 1749. Il dirige aussi une autre société avec des membres de la Chapelle royale, la Musikalische Assemblee. En 1781, Schale fusionne les deux sociétés et continue de présenter des concerts à Berlin.

## Œuvres
Beaucoup de ses œuvres n’ont encore jamais été publiées. Parmi les plus accessibles, citons :
- Sei brevi sonate : per clavicembalo, op. 1
- Sei brevi sonate : per clavicembalo, op. 2
- Sei brevi sonate : per clavicembalo, op. 3, Nuremberg, v. 1755-1760.
- Leichte Vorspiele für die Orgel und das Clavier (Berlin, 1794-96)
- Leichte Nachspiele, pour orgue (Berlin, 1795)
- Cinquième Concerto en la mineur pour violon principal et grand orchestre (Paris, Pleyel, s.d.)
- 8 Symphonies
- 7 Concertos pour clavier
- 3 Concertos pour flûte
- 3 Cantates

et de nombreuses mélodies.

## Sources
- VIAF
- Raymond A. Barr. "Schale, Christian Friedrich." Grove Music Online. Oxford Music Online. Oxford University Press. Web. 4 décembre 2014. <http://www.oxfordmusiconline.com.res.banq.qc.ca/subscriber/article/grove/music/24746>.